# Heterospilus selandriae
Heterospilus selandriae är en stekelart som först beskrevs av William Harris Ashmead 1889.  Heterospilus selandriae ingår i släktet Heterospilus och familjen bracksteklar. Inga underarter finns listade i Catalogue of Life.